# Monasterio de la Encarnación (Albacete)
El convento de Franciscanas de la Encarnación, también conocido como monasterio de la Encarnación, es un templo renacentista del siglo XV, declarado Bien de Interés Cultural con la categoría de monumento, situado en la ciudad española de Albacete. Ha tenido numerosos usos a lo largo de la historia. Actualmente alberga la sede del Centro Cultural La Asunción, así como el Instituto de Estudios Albacetenses, la Biblioteca Tomás Navarro Tomás y el Real Conservatorio Profesional de Música y Danza de Albacete.

## Historia
El templo fue fundado como beaterio a finales del siglo XV, convirtiéndose en monasterio de la Orden de las Terciarias Franciscanas de Clausura en 1532. Las Franciscanas permanecieron en el templo hasta el año 1843. Desde entonces ha tenido numerosos usos: Presidio Correccional (1843), Casa de Maternidad (desde 1844) o Iglesia de la Asunción (1959-1972). Actualmente alberga el Centro Cultural La Asunción de la capital manchega, el Instituto de Estudios Albacetenses, la Bibliloteca Tomás Navarro Tomás, y el Real Conservatorio Profesional de Música y Danza de Albacete.

## El templo

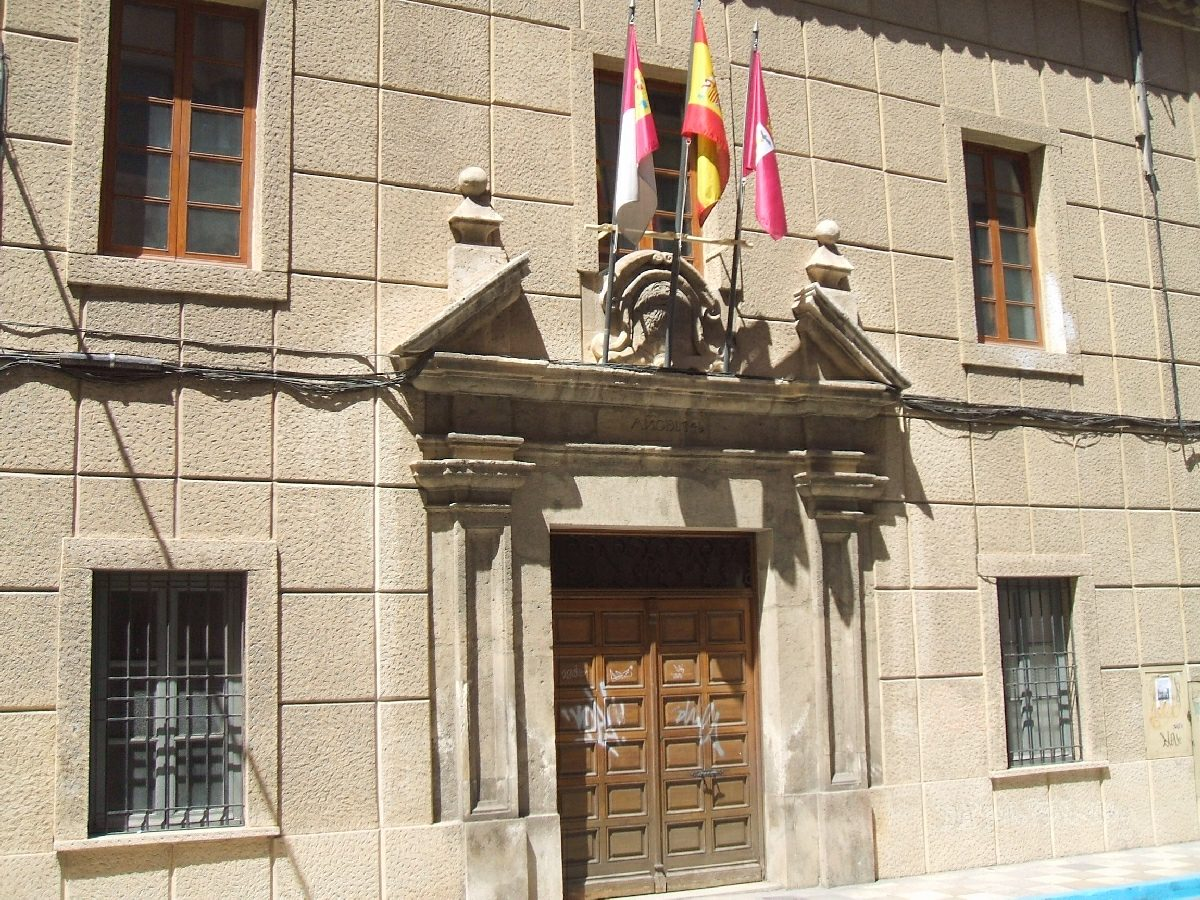
Fachada este del edificio

El templo, rectangular, de estilo renacentista y tradición mudéjar, tiene su interior distribuido mediante un patio con galerías rodeado con columnas adornadas con motivos jónicos y toscanos. El techo está cubierto por un artesonado con casetones octogonales.